# 台鐵10000系鋼體客車
臺鐵10000系鋼體客車，是於1979年西部幹線電氣化後由唐榮鐵工廠製造的莒光號客車(與120輛20000系列冷氣對號快車同時製造，冷氣對號快車後改名為復興號)，共有80輛，與20000系列並為首批台鐵採用新編號法的客車。也是唯一可進入高雄鐵路地下化區間的摺疊門客車。
40FP10000型與40FPK10000型為最後一代6個大窗的莒光號客車，之後的莒光號車型均將靠車門的大窗改為2個小窗，其中一個為可以部份打開的緊急通風窗。
40FPK11000型為第一代設置車長室的莒光號客車。

## 保存車輛
- 40FP10003、10010、10031、10057

2017、2019年時，轉贈屏東縣政府消防局特種搜救大隊(位於屏東縣長治鄉)，做為特種搜救的教材之用。
潮州基地：
40FPK11000型(1輛)：40FPK11007

## 照片集

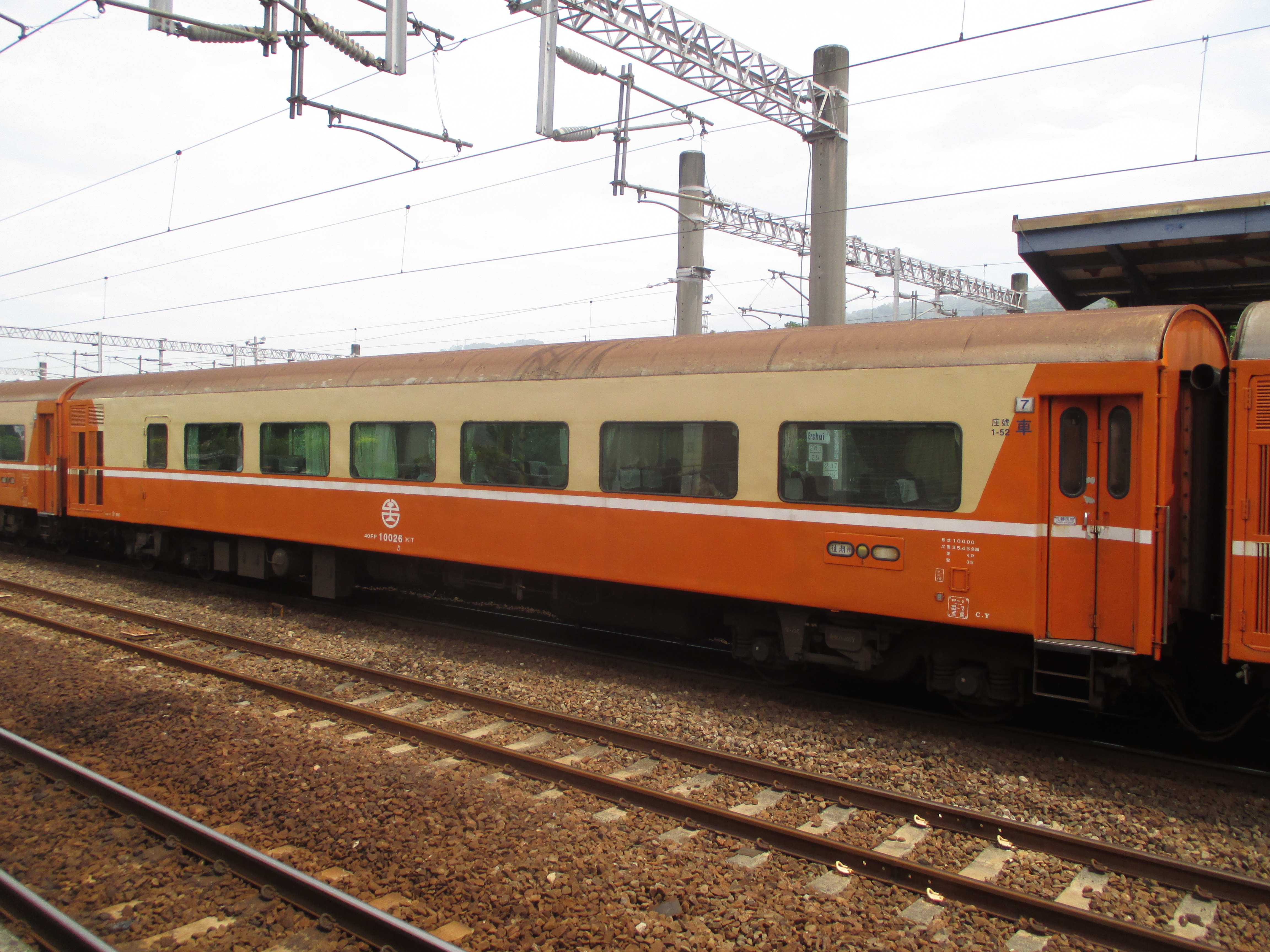
40FP10026
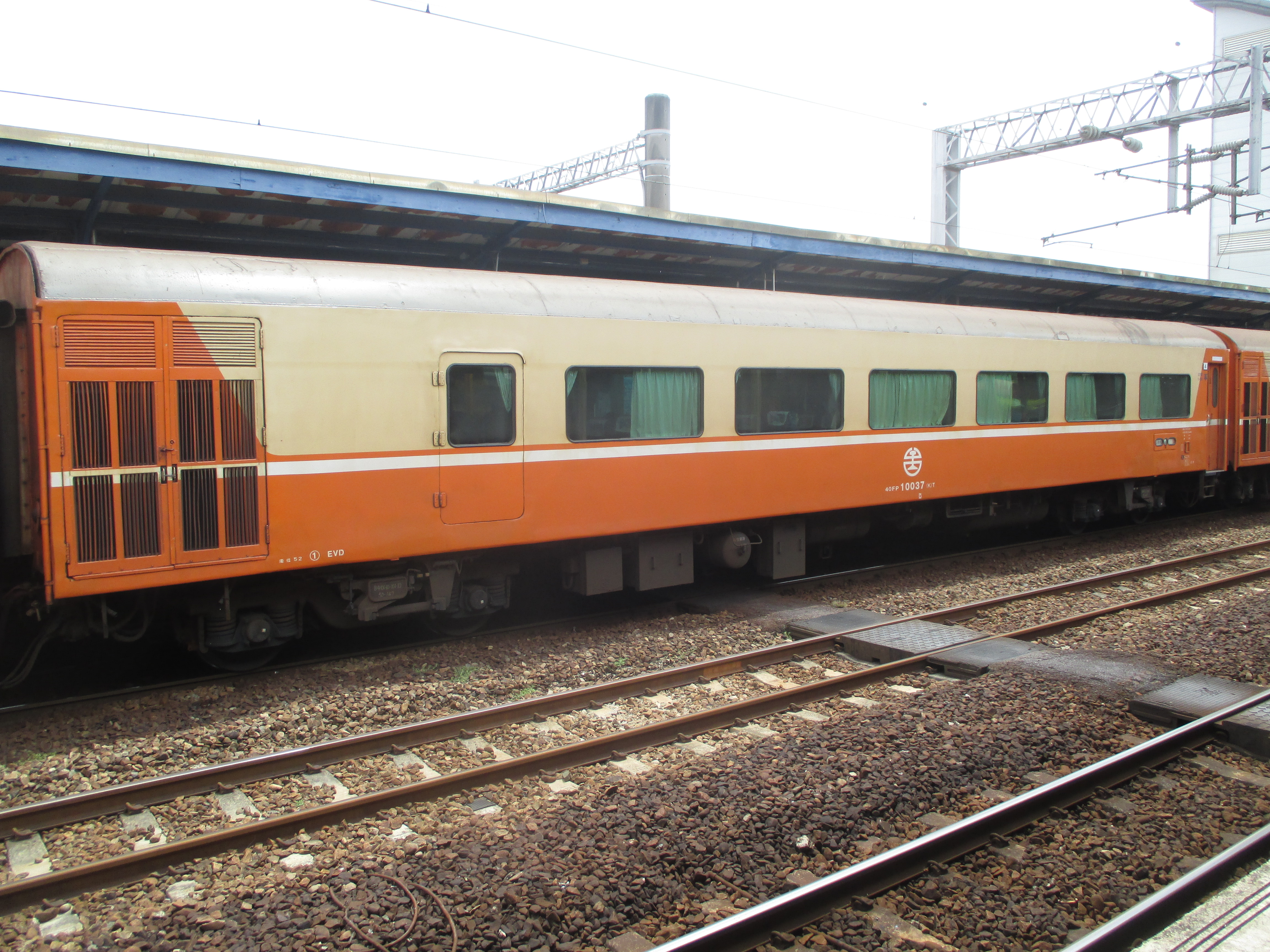
40FP10037
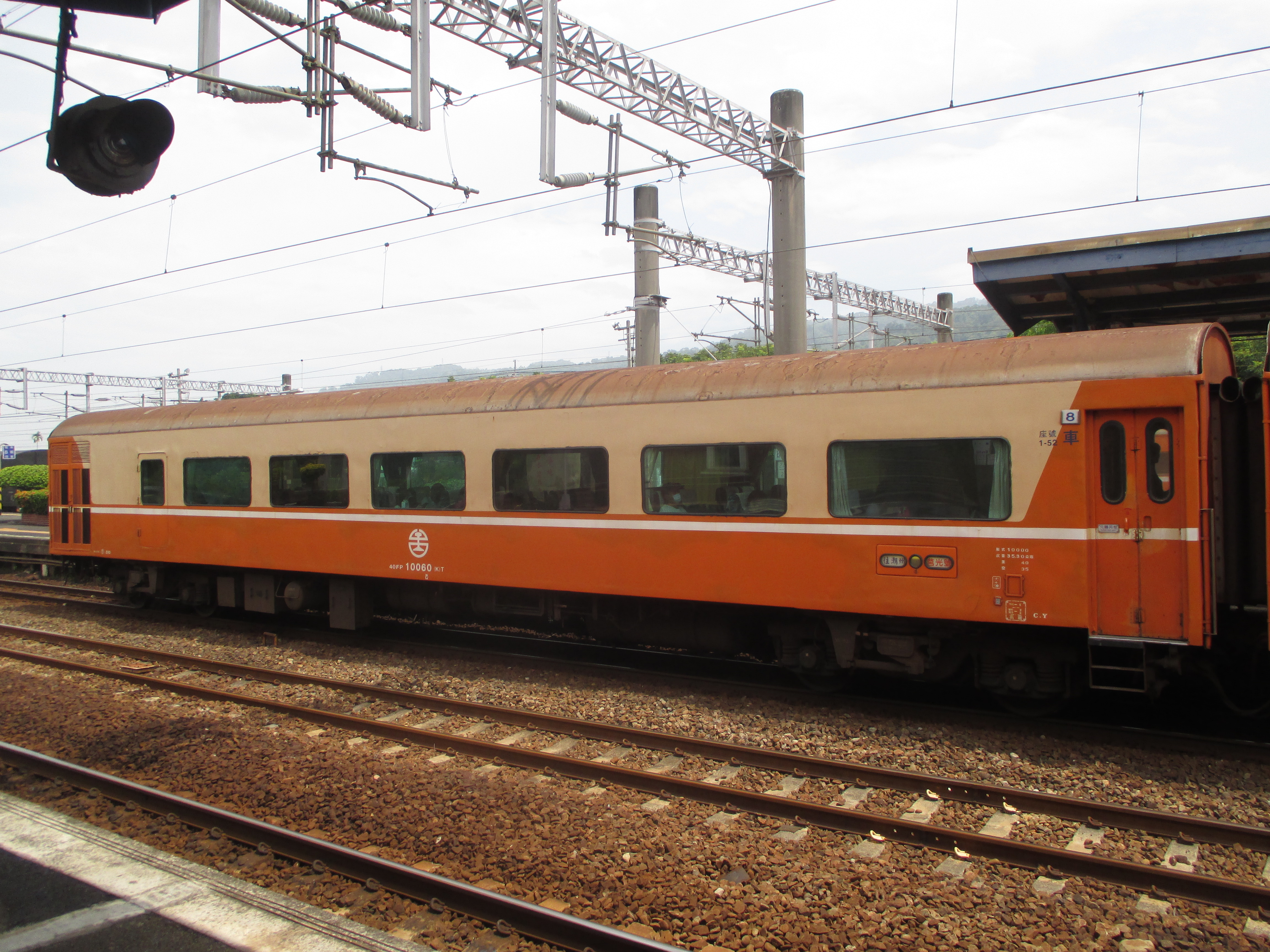
40FP10060
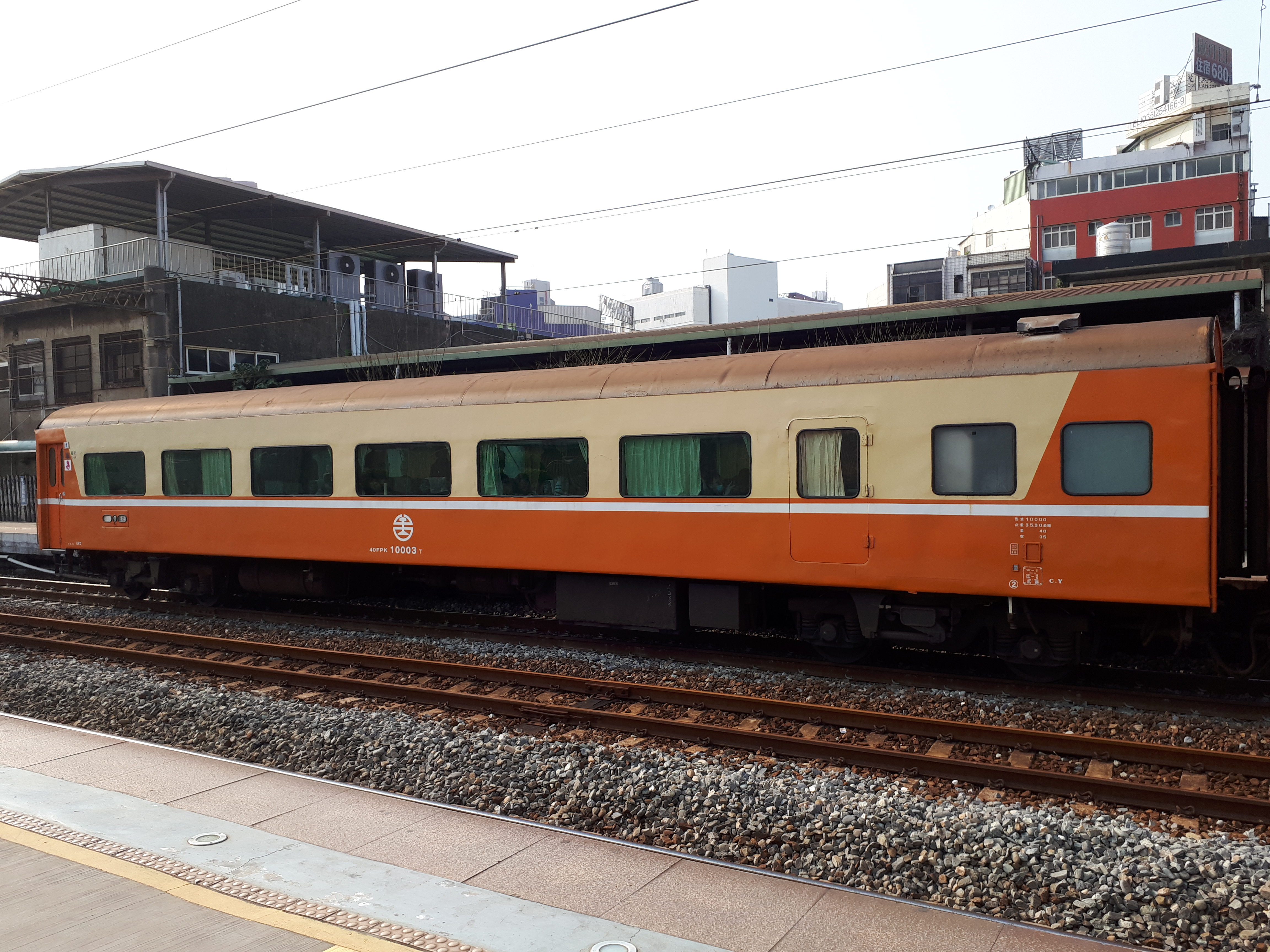
40FPK10003
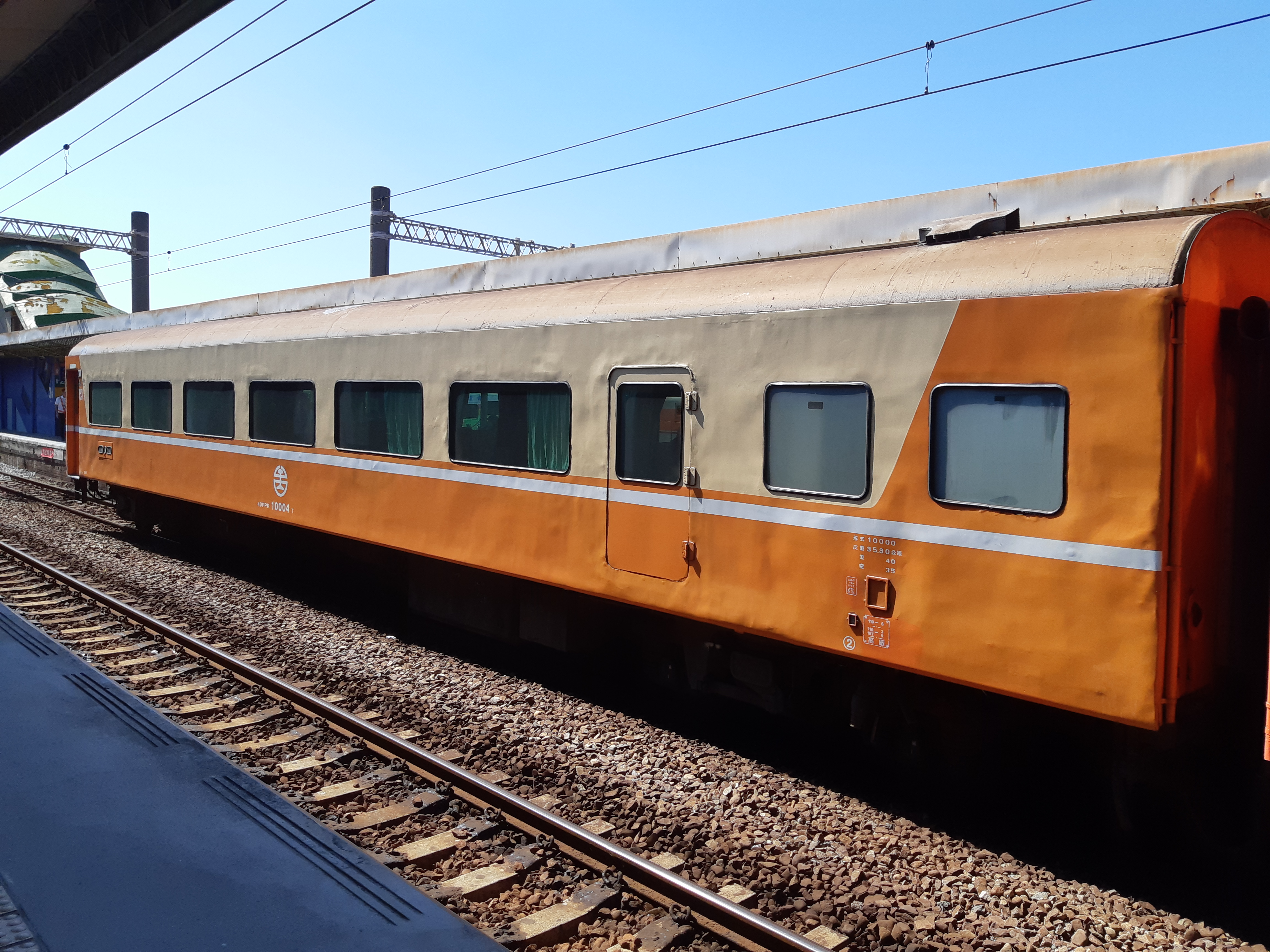
40FPK10004
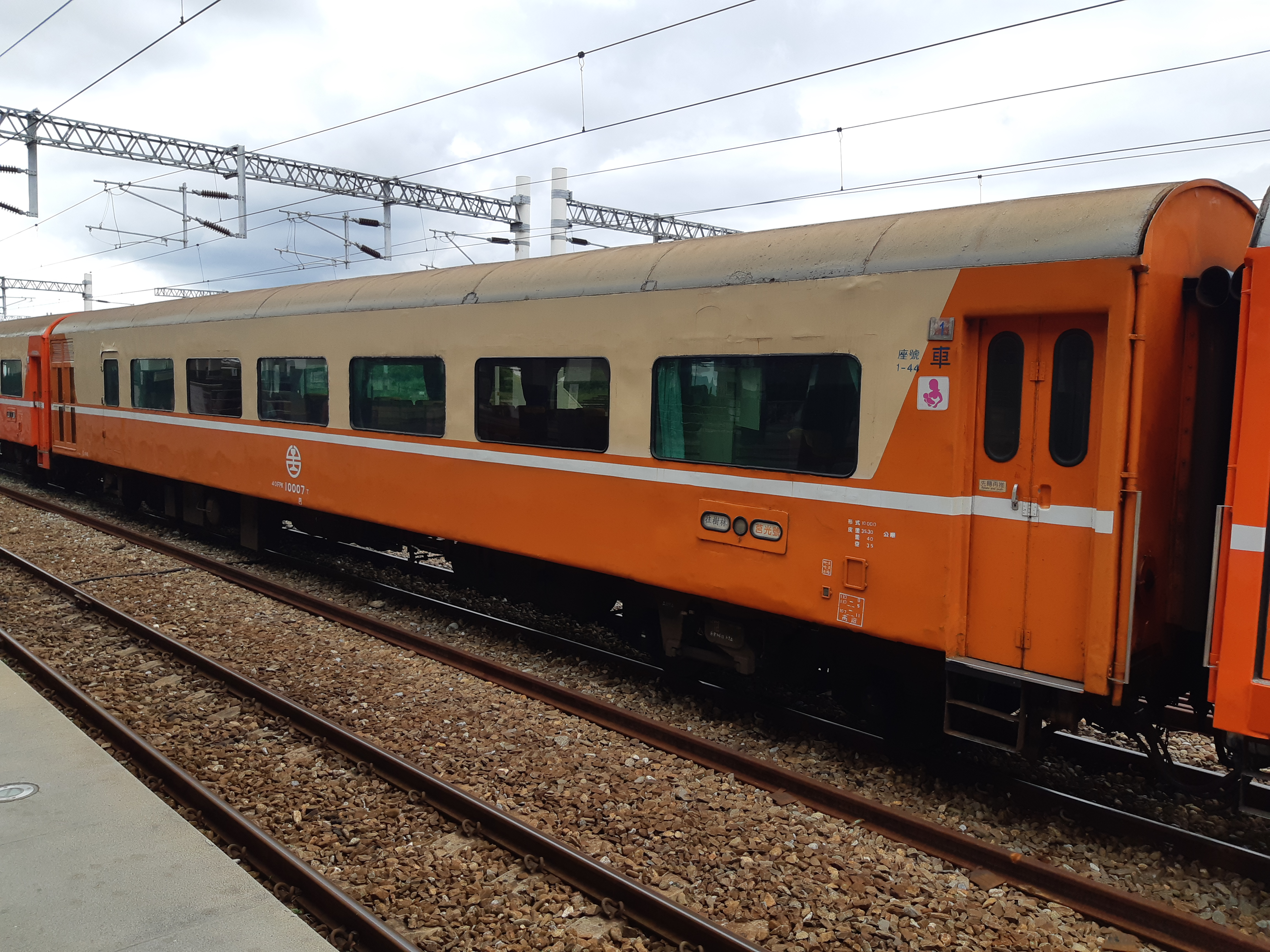
40FPK10007
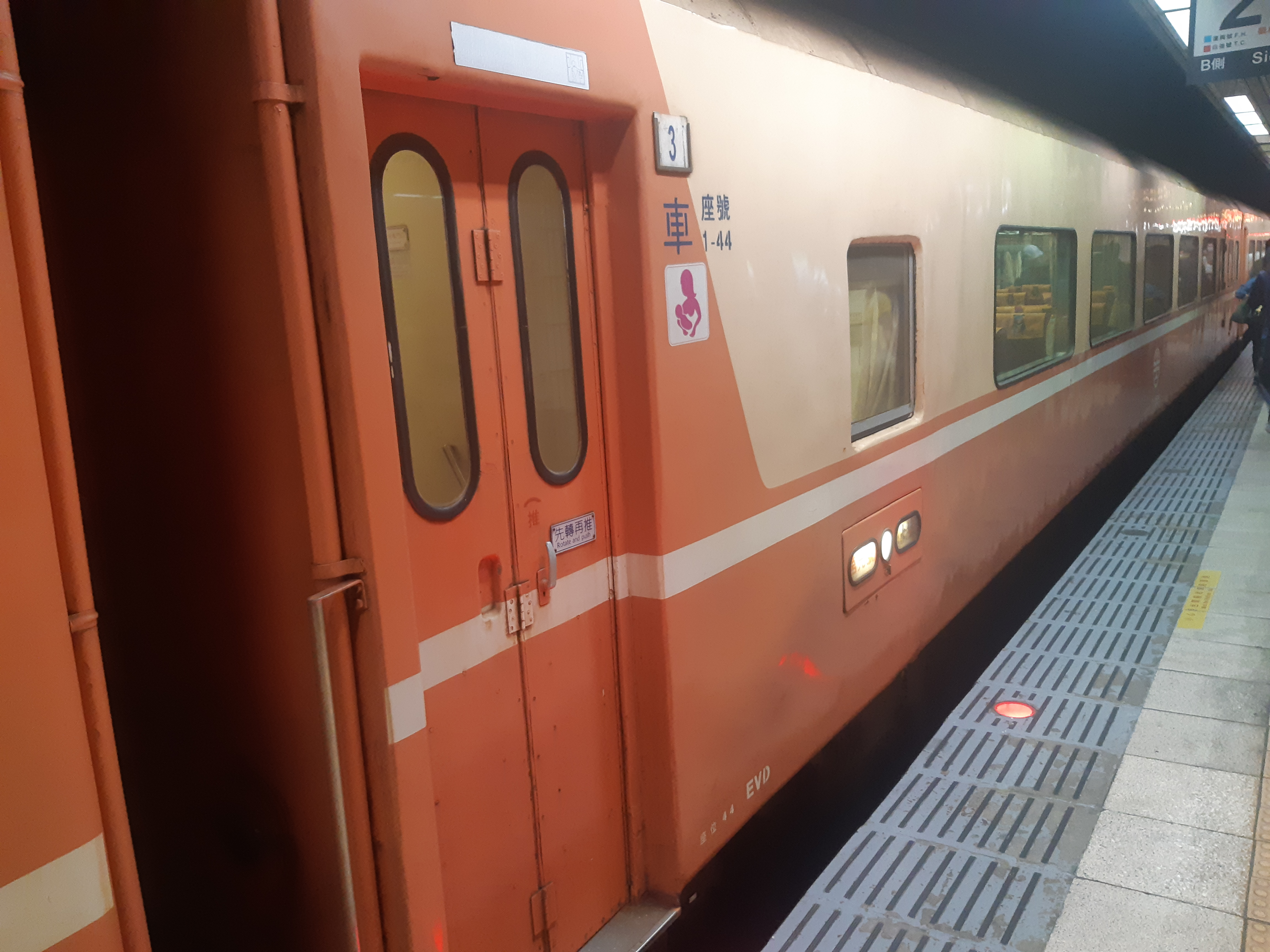
40FPK11000型